# Bolheim
Bolheim is een plaats in de Duitse gemeente Herbrechtingen, deelstaat Baden-Württemberg, en telt 3180 inwoners (2004).